# 普魯士的亞歷山大·斐迪南王子
亚历山大·斐迪南·阿尔布雷希特·阿喀琉斯·威廉·约瑟夫·维克托·卡尔·费奥多尔（德語：Alexander Ferdinand Albrecht Achilles Wilhelm Joseph Viktor Karl Feodor，1912年12月26日—1985年6月12日），出生于波茨坦。普鲁士王子。是德意志皇帝兼普鲁士国王威廉二世与第一任妻子奧古斯塔·維多利亞的孙子；奥古斯特·威廉王子的独生子。